# John Wilmot, 2. Earl of Rochester

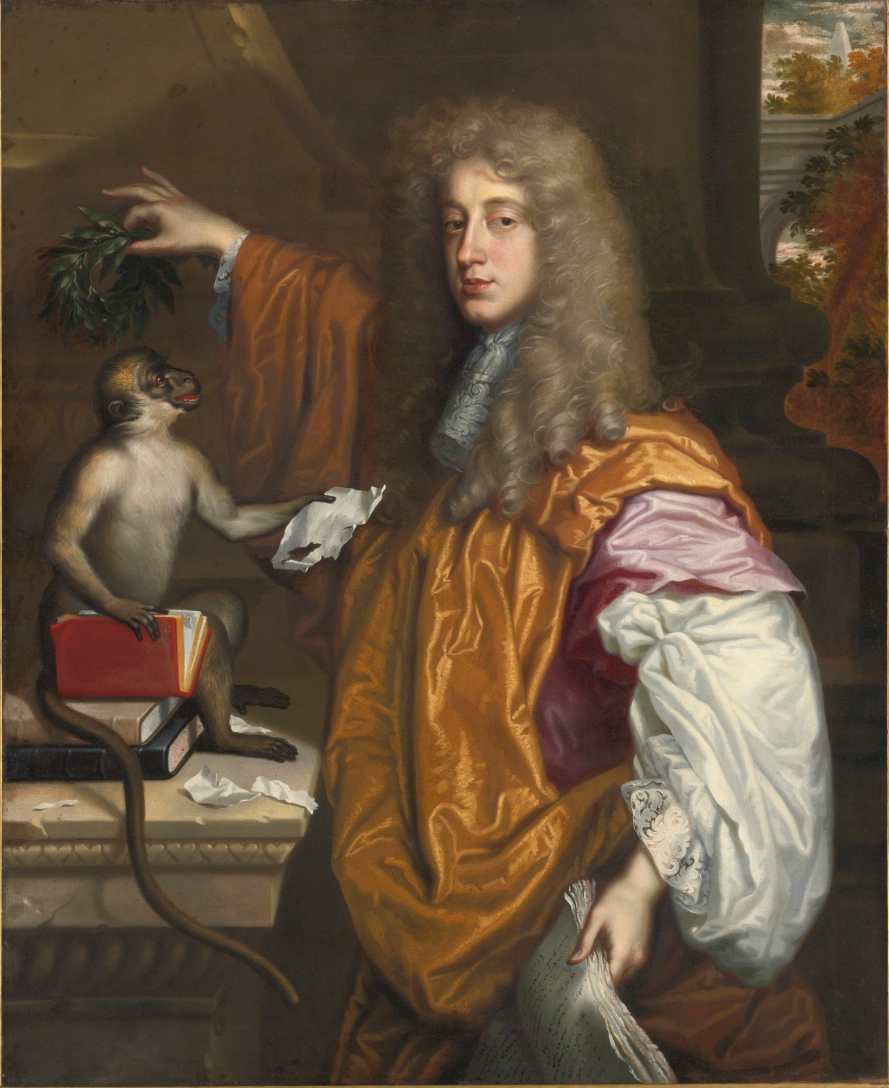
John Wilmot, 2. Earl of Rochester, von Jacob Huysmans, Privatsammlung

John Wilmot, 2. Earl of Rochester (* 1. April 1647 in Ditchley, Oxfordshire; † 26. Juli 1680 in Woodstock, Oxfordshire) war ein englischer Dichter und Vertrauter König Karls II. und Samuel Pepys’.

## Leben
John Wilmots Mutter, Anne St. John, war Royalistin und strenggläubige Anglikanerin. Sein Vater Henry Wilmot, 2. Viscount Wilmot war anglo-irischer Herkunft und erhielt den Titel Earl of Rochester 1652 von Karl II. während seines Exils zur Zeit des englischen Commonwealth für seine militärischen Verdienste: Er war während des Bürgerkriegs General der königlichen Cavalier-Truppen und starb 1658 im Exil, zwei Jahre vor der Restauration. Wilmot erbte daraufhin dessen Adelstitel als 2. Earl of Rochester, 3. Viscount Wilmot und 2. Baron Wilmot.
Der junge Rochester genoss seine Erziehung zunächst bei einem Hauslehrer, ging dann auf die Burford Grammar School und immatrikulierte sich 1659 am Wadham College der University of Oxford, das er im September 1661 mit einem Master of Arts verließ. Damals war sein Onkel Edward Hyde, 1. Earl of Clarendon, Kanzler der Universität. Zuvor hatte der König Rochester eine jährliche Pension von 500 £ gewährt. Nach Studien in Frankreich und Italien, der standesgemäßen Grand Tour (November 1661 bis Dezember 1664), geführt von Andrew Balfour, wurde Rochester nach seiner Ankunft am 25. Dezember in Whitehall am englischen Hof eingeführt. Dank seiner äußeren Erscheinung und seiner Eloquenz gehörte er nach der Restauration (1660) bald zum engsten Kreis um den König.
1665 schlug ihm der König die Heirat mit der reichen Erbin Elizabeth Malet († 1681) vor. Da deren Verwandte zunächst einer Hochzeit mit dem relativ verarmten Rochester widersprachen, entführte er sie kurzerhand, wurde aber gefasst und für drei Wochen in Tower of London inhaftiert. Zur Wiederherstellung seiner Reputation meldete sich Rochester als Freiwilliger zur königlichen Flotte, diente von 1665 bis 1666 im Zweiten Seekrieg gegen Holland, insbesondere an Bord der Revenge, und bewährte sich in mehreren schweren Seegefechten. Nach seiner Rückkehr wurde er 1666 Captain eines Kavallerieregiments und heiratete er am 29. Januar 1667 schließlich Elizabeth Malet.
Als Mitglied der Merry Gang (fröhlichen Bande) wurde Rochester berüchtigt für seinen exzessiven Alkoholkonsum und derbe Ausfälle und Scherze. Gleichzeitig war er für seine brillante Art zu diskutieren bekannt. Zur Merry Gang gehörten Adlige, auch aus dem Hochadel, und Literaten, die Hochphase lag zwischen 1665 und 1680. Obwohl Rochester der jüngste Höfling unter den Court Wits war (zu dem Zirkel gehörten etwa Sir Charles Sedley, Lord Buckhurst, George Etherege und der Duke of Buckingham), avancierte er schnell zum gefürchteten und bewunderten enfant terrible.
Rochester war begeisterter Theatergänger. Am Theater lernte er auch Elizabeth Barry kennen, eine der bekanntesten Schauspielerinnen ihrer Zeit und spätere Geliebte Wilmots. Über Rochester liegen wie bei keinem anderen Vertreter der literarisch ambitionierten Hofelite unzählige Berichte, Anekdoten und Tagebucheinträge (vgl. The Diary of Samuel Pepys) vor, die seine Trunksucht und sein ausschweifendes Leben beleuchten. Er wurde 1667 zum Gentleman of the Bedchamber ernannt und erhielt eine beachtliche Pension von 1000 £ im Jahr. Nachdem Wilmot 1667 für Volljährig erklärt worden war, nahm er den mit seinen Titeln verbundenen Sitz im House of Lords ein und wurde im Februar 1668 zum königlichen Jagdhüter (Gamekeeper) für Oxfordshire ernannt. 1672 wurde er zudem ein Deputy Lieutenant von Somerset, sowie 1674 Ranger and Keeper von Woodstock Park.
1674 schrieb er eine Satire auf Karl II. (bekannt unter dem Titel A Satyr on Charles II). Er kritisiert dabei den König für seine sexuellen Obsessionen auf Staatskosten. Daraufhin verbannte Karl II. ihn vom königlichen Hof. Nach sieben Monaten konnte er allerdings wieder seinen Sitz im House of Lords einnehmen.
Wenige Jahre später fiel Rochester wieder in Ungnade: 1676 geriet er mit anderen Begleitern in eine nächtliche Auseinandersetzung mit den königlichen Wachen. Im Handgemenge wurde einer von Rochesters Begleitern getötet, Rochester selbst floh vom Tatort. Daraufhin tauchte er unter und gab sich als Doctor Bembo aus und verkaufte Medizin und Heilbehandlungen auf Quecksilberbasis.
Rochester starb vermutlich an Syphilis und den Folgen seiner Alkoholabhängigkeit. Unter dem Einfluss seiner Mutter beschäftigte sich Rochester in seinen letzten Wochen vor dem Tod mit Religion und Spiritualität. Unter seinem Namen wurde posthum eine Schrift veröffentlicht, in der er die Abkehr vom Atheismus äußert. Die Urheberschaft des Werks ist allerdings umstritten. An seinem Sterbebett nahm ihm Gilbert Burnet, Bischof von Salisbury, die Beichte ab und will ihn zu einem gläubigen Christen bekehrt haben, wie er es in seinem Werk Some passages on the life and death of John Earl of Rochester (1680) beschreibt. Wilmot ist in der Kirche von Spelsbury in Oxfordshire begraben.
Er hinterließ einen Sohn und drei Töchter:
- Charles Wilmot, 3. Earl of Rochester (1671–1681);
- Lady Anne Wilmot, ⚭ (1) Henry Bayntun (1664–1691), MP, ⚭ (2) Hon. Francis Greville († 1710), Sohn des 5. Baron Brooke;
- Lady Elizabeth Wilmot (1674–1757),  ⚭ 1689 Edward Montagu, 3. Earl of Sandwich;
- Lady Malet Wilmot (1676–1709),  ⚭ 1692 John Vaughan, 1. Viscount Lisburne.

Seine Adelstitel erbte sein einziger, minderjähriger Sohn Charles. Mit dessen Tod am 26. Juli 1681 erloschen die Titel.

## Werk

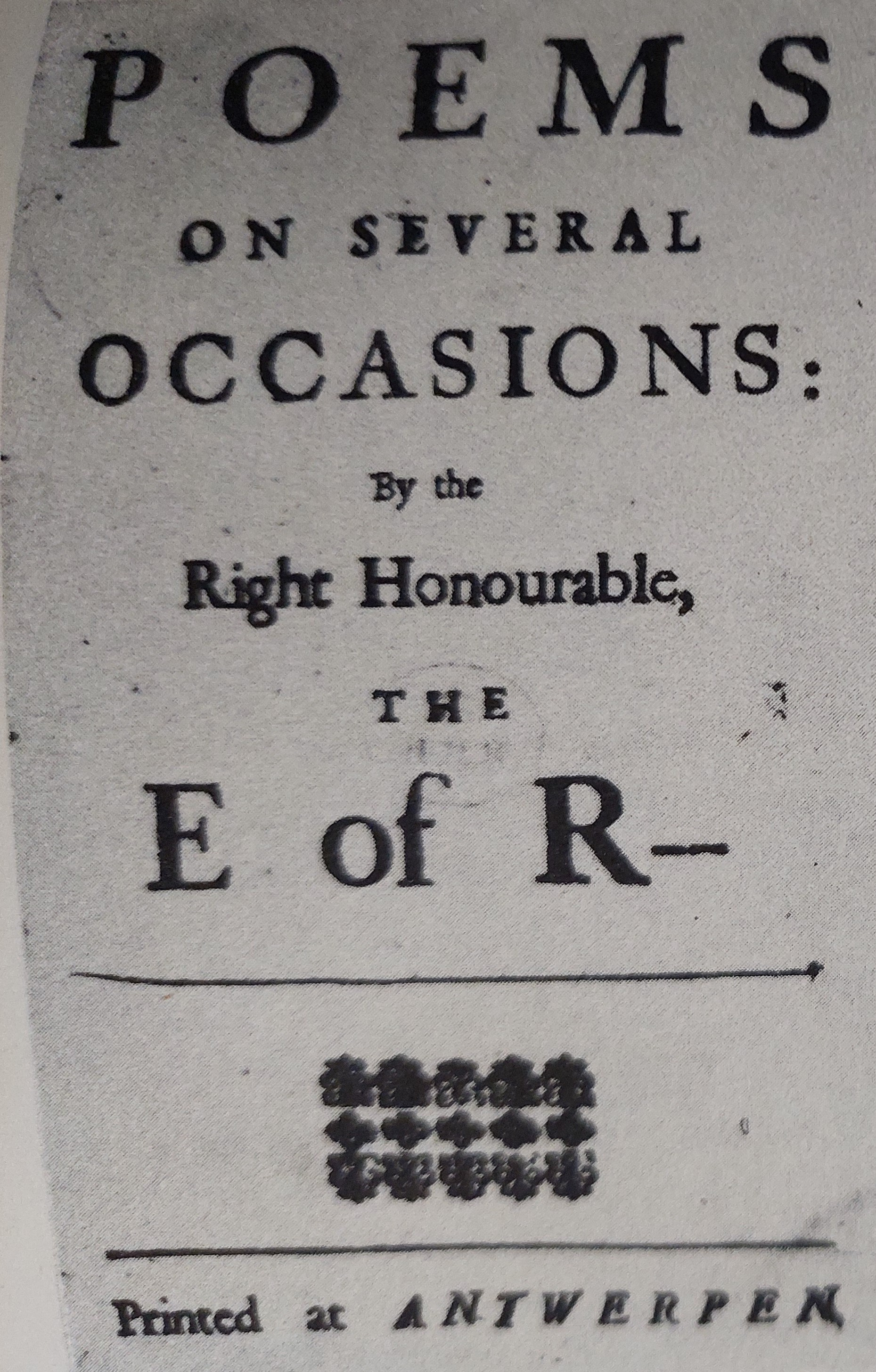
Poems on several occasions (1680)

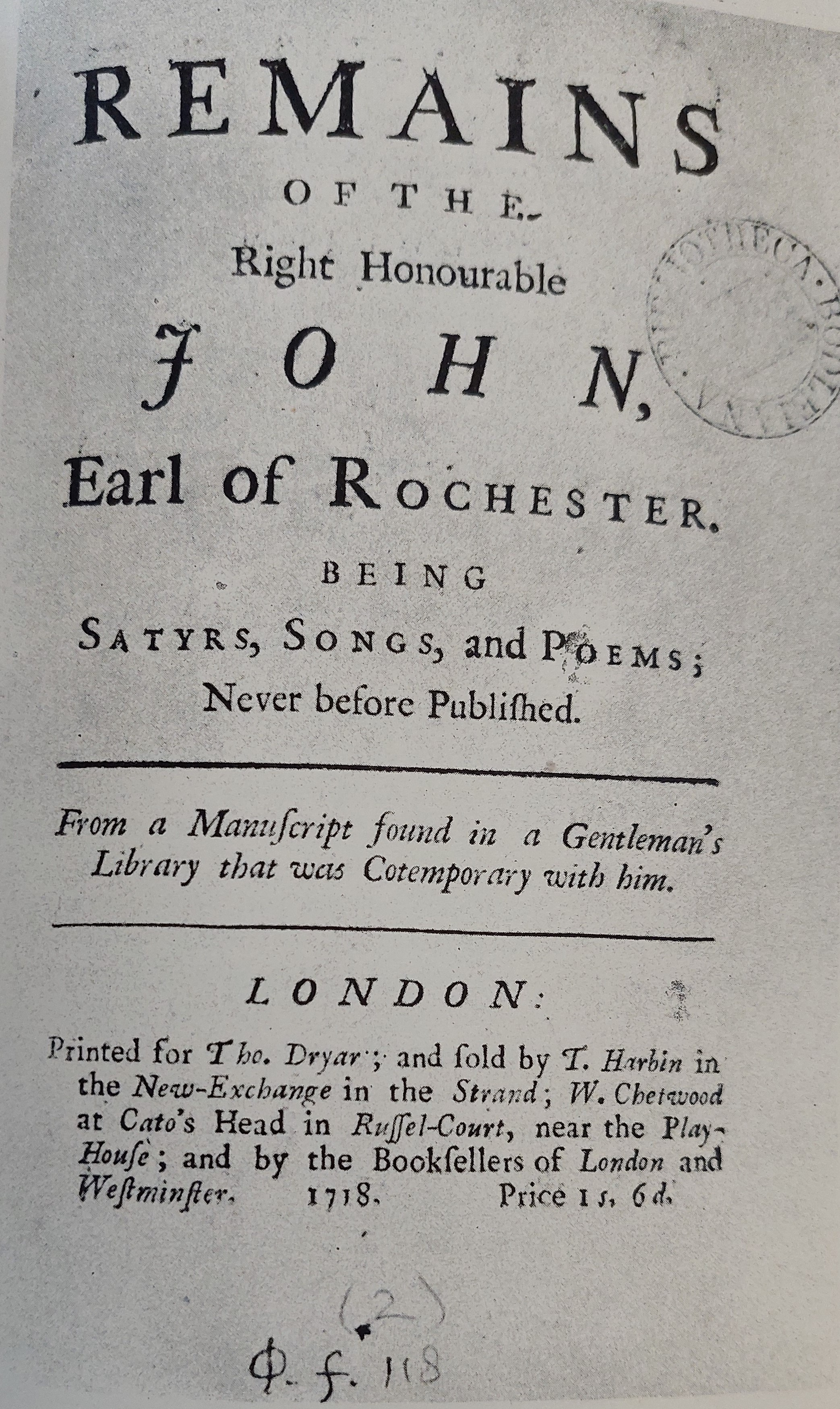
Remains (1718)

Als Autodidakt und nicht finanziell abhängiger Gelegenheitsschriftsteller ließ sich Rochester sowohl formal als auch inhaltlich nicht festlegen. Neben Parodien und Imitationen zeitgenössischer Dichter wie Malherbe, Ronsard oder Boileau übersetzte oder imitierte er ebenso klassische Autoren wie Petronius, Lucretius, Ovid, Anacreon, Horaz oder Seneca. Er verfasste Satiren, Essays und Liebeslyrik, einzig erzählerische Formen sind nicht bekannt. Das Geschmacksideal der Court Wits und ihr kritisches Urteilsvermögen waren für andere Autoren der Zeit von immenser Bedeutung, da die Kritik der einflussreichen Hofliteraten in besonderem Maße die Rezeption von Theaterstücken beeinflussen konnte. So war auch Rochester zeit seines Lebens Mäzen und Förderer vieler Dramatiker (John Dryden, Thomas Shadwell, Thomas Otway u. a.), sein literarisches Talent brachte indes keine Stücke hervor.
Berüchtigt für ihre scharfe und hellsichtige Gesellschaftskritik und gleichzeitig für ihre äußerst obszöne Sprache waren Rochesters Satiren. Neben Gedichten und traditionellen songs verfasste er Episteln und Satiren in Anlehnung an Horaz (An Allusion to Horace). Auf dem Gebiet der Dichtkunst waren die Hofliteraten in der Tradition der höfisch-klassischen Dichtung verwurzelt; viele Gedichte der Restaurationszeit imitierten den verfeinerten Stil der Renaissancedichter und übernahmen die Form der pastoralen Liebeslyrik oder der Sonettdichtung der elisabethanischen Dichter im Stile Petrarkas. Die Dichter der Restaurationszeit, nicht zuletzt die Court Wits, imitierten aber nicht nur die älteren Stilformen, sondern schufen eigene Variationen der Dichtkunst mit satirisch-parodistischer Reflexion. So wurde die bukolische Tradition lediglich als äußere Form benutzt, um entweder das Hofleben, die Positionen zur Liebe und die Haltung gegenüber der Frau auf skeptische und satirisch-zynische Weise zum Ausdruck zu bringen.
Hierbei verstand es insbesondere Rochester, tradierte Gattungen parodistisch umzugestalten. So stößt man bei ihm auf elegante Gedichte obszönen bzw. pornographischen Inhalts, die den Leser mit Schockeffekten überraschen. Rochester verkörpert gleichzeitig die progressivste und aggressivste Dichtkunst seiner Zeit. Seine Verssatiren wandten sich gegen die utopia of gallantry und hinterfragten kritisch den Hofzirkel, Heuchelei und eine degenerierte Auffassung von Liebe (so etwa in A Letter from Artemisia in Town to Chloe in the Country).
In seinem paradoxen Werk A Satyr against Mankind stellt er die moralische Verworfenheit des Menschen und den Irrglauben, eine Überlegenheit durch die Vernunft zu besitzen, der „Aufrichtigkeit“ des instinktsicheren Tieres gegenüber.
Traditionell wird er als Verfasser von Sodom, or the Quintessence of Debauchery (Sodom oder die Quintessenz der Ausschweifung) angenommen, einem pornographischen Theaterstück mit zahlreichen Anspielungen auf den Hof Karls II. – ein Beweis für seine Urheberschaft wurde allerdings nie erbracht.
Der Großteil seiner Werke wurde anonym veröffentlicht und zirkulierte meist nur als Manuskript, weswegen angenommen wird, dass viele Werke Rochesters verschollen sind.

## Werke
- Poems on Several Occasions (1680)
- A Letter from Artemisia in Town to Chloe in the Country (1679)
- A Satyr against Mankind (1679)
- Upon Nothing (1679)
- Der beschädigte Wüstling. Satiren, Lieder und Briefe. Hrsg., übers. und eingeleitet von Christine Wunnicke. dtv, München 2008, ISBN 978-3-423-13637-2

## Literatur

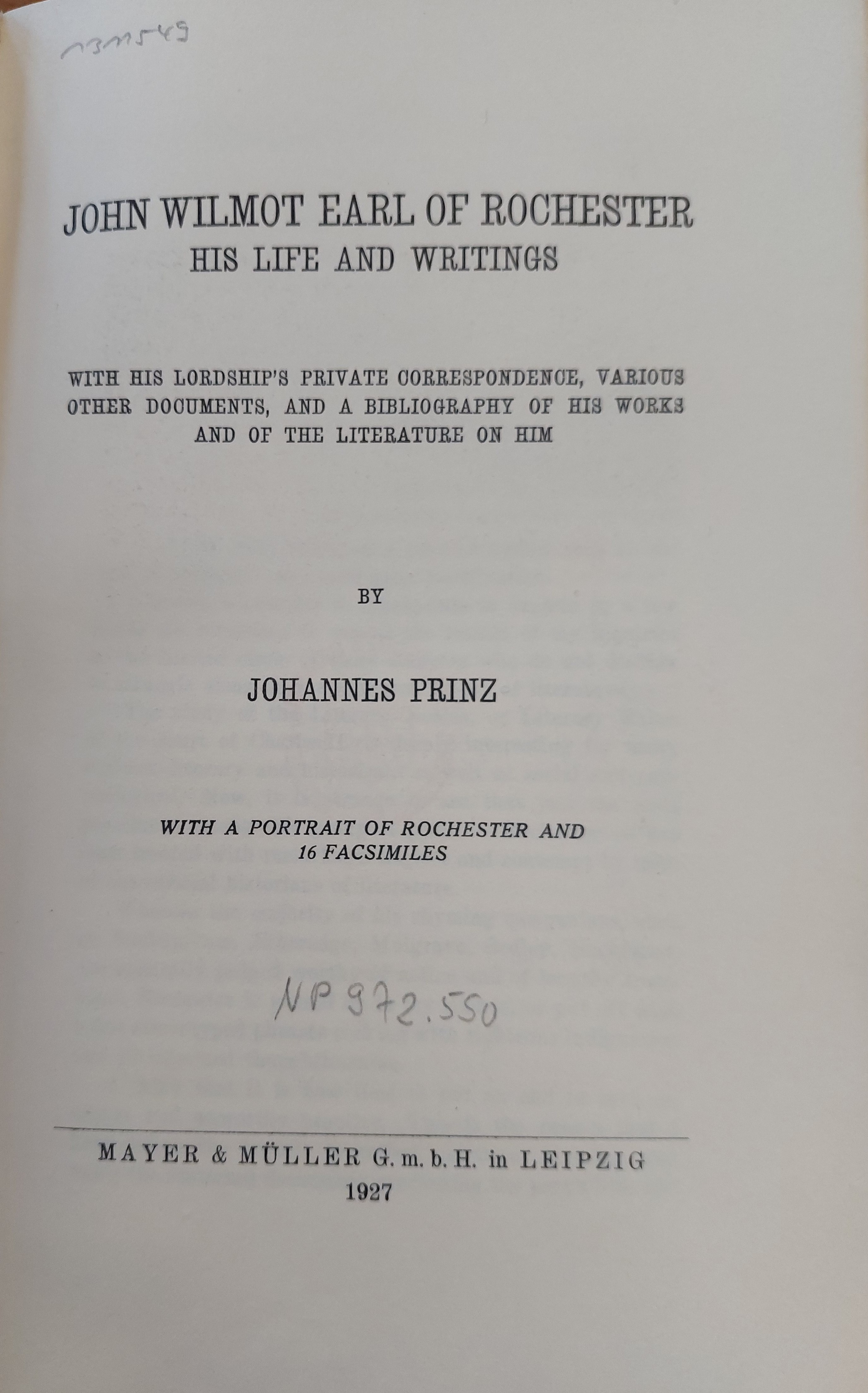
Johannes Prinz (1927)

## Wirkung
Der Film The Libertine von 2004 basiert auf einem Theaterstück und beschäftigt sich mit dem Leben Wilmots.